# 마스히토 친왕
마스히토 친왕(일본어: 温仁親王 ますひとしんのう[*], 간세이 12년 1월 22일 (1800년 2월 15일) - 간세이 12년 4월 4일 (1800년 4월 27일))은 에도 시대의 황족이다. 고카쿠 천황의 3황자이고, 어머니는 요시코 내친왕이다. 고모모조노 천황의 여계 손자에 해당한다. 동복동생으로는 노부히토 친왕(悦仁親王), 이복 동생으로는 닌코 천황 (생모 카쥬지 타다코)가 있다.

## 생애
간세이 12년 3월 7일 (1800년 3월 31일), 불과 생후 44일만에 황태자로 지정되었고, 3월 26일 (4월 19일)에 친왕 선하를 받았다. 그러나 불과 8일 후인 간세이 12년 4월 4일 (1800년 4월 27일)에 사망했다. 황태자가 되었으나, 계승하지 못한 유일한 예가 되었다.
어머니인 요시코 내친왕은 고모모조노 천황의 유일한 자녀이다. 자신과, 동복 동생 노부히토 친왕이 후계자 없이 사망함으로써, 나카미카도 천황 (고모모조노 천황의 증조부)부터 이어저 온 황통은 여계도 포함해 완전히 두절되고 말았다. 현재 황실까지 이어지는 황통은, 이복동생이자 카쥬지 타다코의 소생인 닌코 천황이 이은 칸인노미야 고카쿠 천황계이다.